# Hanstholm
Hanstholm ist ein Ort in der dänischen Kommune Thisted in der Region Nordjylland, gelegen im Nordwesten Jütlands am Skagerrak. Im Ort leben 2050 Einwohner (Stand 1. Januar 2025).

## Geologie
In geologischer Hinsicht ist das Gebiet von Hanstholm von besonderem Interesse. Der Untergrund der näheren Umgebung besteht aus feinkörnigem kreidezeitlichen Kalk, der in zunächst gleichartige Kalkablagerungen des Danium (Unteres Paläogen; frühere Bezeichnung: Tertiär) übergeht. Die fortgesetzte Sedimentierung feinkörnigen Kalks zu Beginn des Danium geht auf die Lage von Thy entlang der damaligen Meeresküste zurück. Aus dem gleichen Grunde sind in Profilen im Gebiet von Hanstholm (bis etwa nach Hjardemål) die vielleicht vollständigsten Übergänge von der Kreide zum Tertiär als Ablagerungen erhalten, die überhaupt bekannt sind.
Diese so genannte Kreide-Tertiär-Grenze ist an mehreren Orten entlang dem nördlichen Kranz von Kalkhügeln von Hanstholm über Hjardemål bis Kløv aufgeschlossen, namentlich in Bjerre, Kjølby Gård und Nye Kløv. An all diesen Orten ist diese Grenze durch eine dünne Mergellage gekennzeichnet, die sich von dem sie umgebenden Kalkgestein durch ihre dunklere Färbung abhebt.

## Geschichte
Zur Zeit der deutschen Besatzung im Zweiten Weltkrieg wurde hier ab 1940 ein Herzstück des Atlantikwalls errichtet, von dem noch heute viele Überreste zeugen. Die Festungsanlage Hanstholm und deren Schwesteranlage im norwegischen Kristiansand, die Batterie „Vara“, sollten alliierten Schiffsverkehr im Skagerrak unterbinden und die Zufahrt zur Ostsee verhindern. Die deutschen Besatzer ließen in der Dünenlandschaft um Hanstholm auf 9 Quadratkilometern insgesamt 455 Bunker errichten.
Von 1970 bis 2007 war der Ort Teil der Amtskommune Viborg.

## Wirtschaft und Verkehr

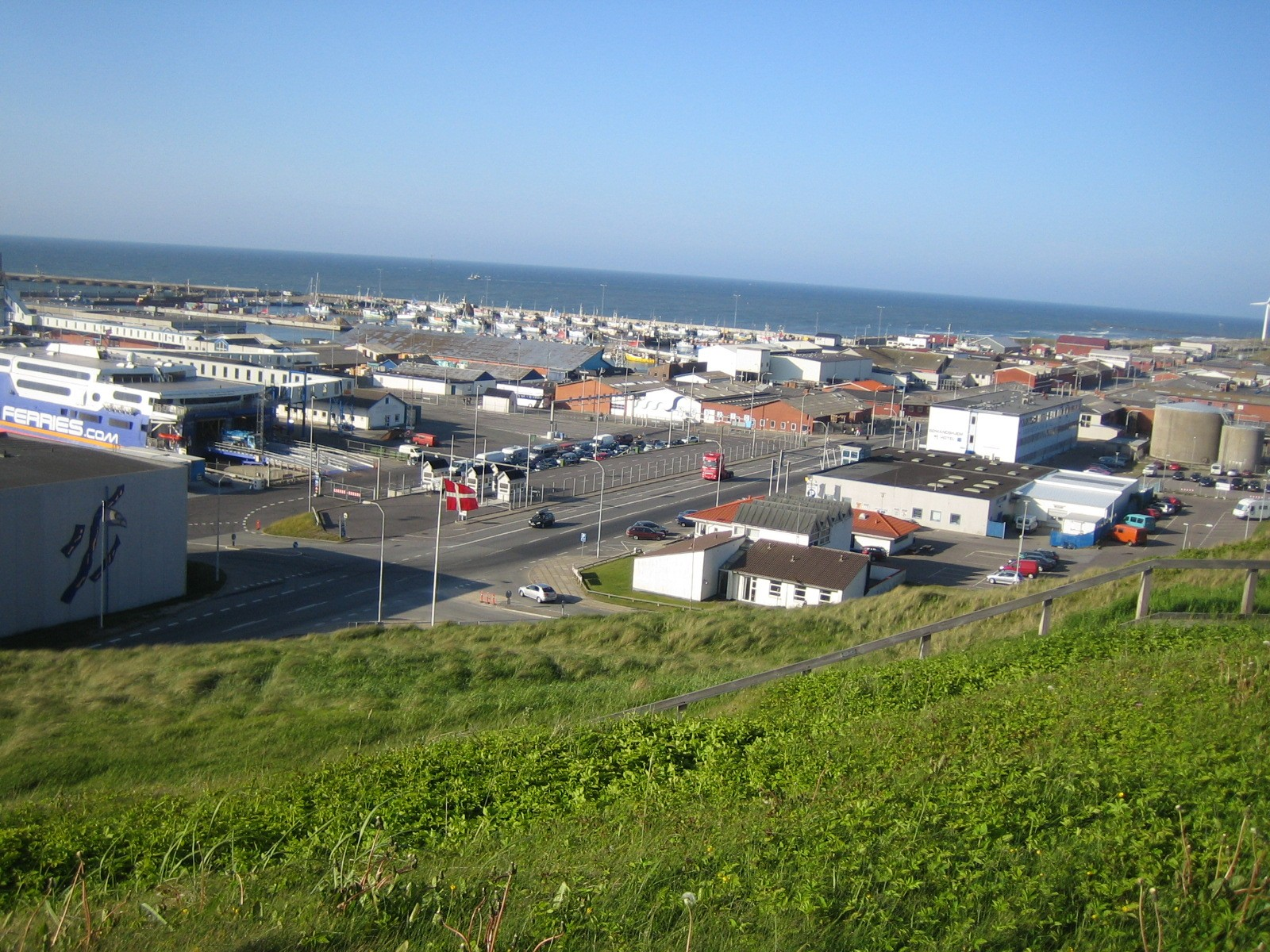
Hanstholm Havn, der Hafen von Hanstholm

Das dänische Eisenbahngesetz vom 31. März 1917 sah eine Bahnstrecke Nors–Hanstholm vor. In Nors hätte Anschluss an die Bahnstrecke Thisted–Fjerritslev bestanden. Jedoch wurde dieses Teilprojekt nicht umgesetzt. Die Möglichkeit einer direkten Staatsbahnstrecke nach Hanstholm durch Verlängerung der Strecke von Fjerritslev unter Umgehung von Thisted wurde ebenfalls untersucht. Während der deutschen Besatzung in Dänemark gab es Pläne, eine Schmalspurbahn Nors–Hanstholm zu bauen, um Material zu den großen Festungsanlagen der Wehrmacht in Hanstholm zu transportieren. Letztendlich wurde eine Betonstraße dafür gebaut.
1920 ergaben sich bei der Errichtung des Hafens Schwierigkeiten, so dass das gesamte Projekt weitgehend zum Erliegen kam.
Erst seit 1967 verfügt Hanstholm über einen modernen Seehafen, heute der größte Fischereihafen Dänemarks, gemessen an der Menge angelandeten Speisefisches. Von Juni 2018 bis August 2020 wurde der Hafen mit neuen Molen, Kais und einem Industrie- und Gewerbegebiet erweitert.
Der Fährbetrieb zu den Färöern und nach Island wurde im Oktober 2010 in den weiter nördlich gelegenen Hafen von Hirtshals verlegt. Bis dahin hatte die Autofähre Norröna die Stadt mit Tórshavn und Seyðisfjörður verbunden. Bis 2008 bediente eine Katamaranfähre eine Verbindung zum norwegischen Kristiansand.

## Kultur und Sehenswürdigkeiten

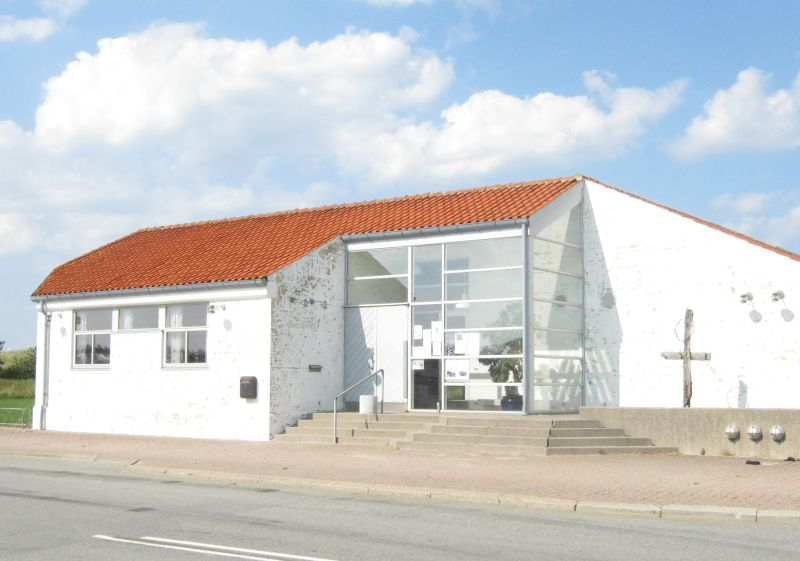
Hanstholmer Kirche

Die Geschichte der deutschen Bunkeranlagen wird seit 2002 im Museumscenter Hanstholm dargestellt und aufgearbeitet. In diesem Kriegs- und Militärmuseum können neben der Dauerausstellung mehrere große Bunker mit unterirdischen Wohnquartieren und eine fahrtüchtige Feldbahn (früherer Munitionszug) besichtigt werden.
Einige Seemeilen vor Hanstholm befindet sich das Hochseeangler-Revier Gelbes Riff.

## Trivia
In Hanstholm und Umgebung wurden 1971 Außenaufnahmen für den Film Die Olsenbande fährt nach Jütland gedreht.